# 李九莲
李九莲（1946年—1977年12月14日），女，中国江西省赣州市人。曾在赣州冶金机械厂当学徒。因在私人信件中表达对林彪和文革的质疑及对刘少奇的同情，1969年被当时的友人告发后遭到逮捕、监禁。文革结束后，李仍未获释，1977年被中共江西省省委重新认定为「反革命」，在赣州被处以极刑。1980年，获「平反」。

## 生平

### 文革初期
文化大革命爆发时，李九莲是赣州第三中学学生、学生会学生部长、校团委宣传股长。文革中任第三中学卫东彪造反兵团负责人。1967年6月29日－7月4日，江西赣州发生大规模武斗，造成168人死亡。李九莲在收尸。
1969年2月，李九莲被分配到赣州冶金机械厂当学徒，这时她将自己对“文革”的思考写入日记，在日记中，除了对文革部分做法质疑外，还认为普罗大众对毛泽东思想执行得不彻底，她在日记中写到“在现实生活中，真正按毛泽东思想办事，处处按毛泽东思想办事，突出政治，抓阶级斗争，就要得罪人，使人指责为缺乏理智的，不讲情面，不灵活的，敬而远之，而睁一只眼，闭一只眼，不痛不痒的人却得到群众的拥护。由此想到，毛泽东思想行（注：李写后又涂了）不得、行不得。不仅学校是这样，工厂也是这样，我想，毛泽东思想是在人们的口头上说的，墙上挂的，而脑子里却是另一种思想，认为毛泽东思想只适用于政治和运动，在生活中用不到”。

### 数次入狱
李九莲响应毛泽东号召敢于揭露共产党内的修正主义分子和走资派，1969年2月29日写给男朋友曾昭银的匿名信中透露她怀疑林彪是中国的赫鲁晓夫，是修正主义分子；並表示文化大革命不過是宗派鬥爭，自己開始對文革反感；劉少奇有很多观点合乎客观实际，眾人对刘少奇是欲加之罪，何患无辞。同年5月1日，李九莲被部队的男友告发而被捕，以“现行反革命罪”被拘留审查。
“我不理解毛主席为什么能够抵制‘红海洋’，而不能抵制林彪的‘三忠于’……赫鲁晓夫在斯大林生前死后的一百八十度的大转弯，血淋淋的教训摆在毛主席面前。我痛惜毛主席或者视而不见，或者昏昏然陶醉。”——李九蓮
直到1972年7月20日，林彪失势以后，中共赣州地委礙於自己的面子不好直接平反李九莲，於是對李九莲折衷處理，以“依舊构成了现行反革命犯罪，但交待态度好，出身好，所以按照敌我矛盾按人民内部矛盾处理”获释。分配到江西兴国钨矿厂当徒工。但李九莲依舊因為「现行反革命」的定性在生活中受辱，不滿自己的遭遇並持續上訪。
1974年“批林批孔”期间，李九莲在赣州公园贴出自己当年写给男友的那封信并连续张贴“反林彪无罪”、“驳反林彪是唯心论的先验论”、“驳反林彪是逆潮流而动”等六份大字报，要求赣州地委和公检法机关撤銷其“现行反革命”的定性，要求徹底平反。4月，赣州地区有3万人组织“李九莲问题调查研究会”，并走上街头，给予声援。1974年4月24日，赣州地区公安局以“现行反革命翻案”等新罪名秘密拘捕李九莲。主持江西省委工作的江西省军区司令员陈昌奉，向赣州地委发出“5点指示”，认为“李九莲是地地道道的现行反革命跳出来翻案”。1975年5月，兴国县人民法院判处其有期徒刑15年，剥夺政治权利3年。另有40多人因为李九莲而被判刑，此外还有六百多人受刑事、行政、党纪处分。从1975年5月20日到8月1日，李九莲进行了长达73天的绝食，不过由于被强制注射葡萄糖液，她并未死亡。后来，李九莲被发往鄱阳湖畔的珠湖农场“劳改”。

### 受刑身亡
1976年，文革结束后，李九莲因当局拒绝为其「平反」而继续表示抗议，12月，写了《我的政治态度》，认为打倒四人帮是右派发动的政变，“华国锋把党政军大权独揽于一身”，是“资产阶级野心家”，自己“寄希望于江青”。1977年12月14日，江西省省委认定李九莲在服刑期间重新犯有“恶毒攻击华主席”、“丧心病狂进行反革命活动”、“公然为四人帮鸣冤叫屈”等反革命罪，同意鄱阳县人民法院判处李九莲死刑，并放在其家乡赣州执行。当天，在赣州体育场召开公判大会，为避免她在公众场合呼喊口号，她的下颚、舌头被一根竹签刺穿成一体。她的嘴巴里被塞着毛巾（一说“一块竹筒”），以防她喊口号。上午10时，李九莲被押往西郊通天岩下受刑。

## 身后
李九莲被捕后，为李九莲翻案的标志性人物钟海源同样被认定为「反革命」而入狱，1978年4月30日，钟海源被判处死刑，立即执行，罪名是“恶毒攻击华主席”。李九莲逝世后，受牵连者李九莲支持者仍在间续奔走申诉。1978年，政局有所变化，當地法院與党委複查此案，但均认定原判适当而不予翻案。1980年秋，有人自鄱阳湖畔的狱中，托人將信郵致新華社陳情。11月下旬，新華社記者戴煌领任赴江西調查此事。在同情此案者的協助下，戴先到江西省高級法院細查卷宗，又輾轉贛南、贛北訪問案件所涉人士，共歷時一月有餘，写就“內參”交胡耀邦。次年1月，胡作出批示，此案得以重新审查，李九莲获得“平反”。
2005年，作家胡平将李九莲冤案写成长篇报告文学作品《中国的眸子》。
2009年，作家李翊云根据李九莲的经历出版了英文小说漂泊者 (The Vagrants)。

## 外部鏈接
- 李九莲的日记和交待材料 （页面存档备份，存于）